# 南澳洲裸胸鱔
南澳洲裸胸鱔，又稱南澳洲裸胸鯙，為輻鰭魚綱鰻鱺目鯙亞目鯙科的其中一種，分布於澳洲維多利亞省海域，體長可達88.2公分，為底棲性魚類，屬肉食性，生活習性不明。

## 擴展閱讀
維基物種上的相關：南澳洲裸胸鱔